# Xiadang
Xiadang (kinesiska: 下党) är en socken i sydöstra Kina. Den ligger i Shouning härad i staden Ningde i provinsen Fujian, omkring 150 kilometer norr om provinshuvudstaden Fuzhou. Antalet invånare är 2 530. Befolkningen består av 1 156 kvinnor och 1 374 män. Barn under 15 år utgör 18,0 %, vuxna 15-64 år 67 %, och äldre över 65 år 14,0 %.